# Andentagschläfer
Der Andentagschläfer (Nyctibius maculosus) ist eine nachtaktive Vogelart aus der Gattung der Tagschläfer. Die Art bewohnt die Bergwälder des westlichen Südamerikas und wurde erstmals im Jahr 1912 durch den US-amerikanischen Ornithologen Robert Ridgway wissenschaftlich beschrieben.

## Beschreibung und Verhalten

### Beschreibung

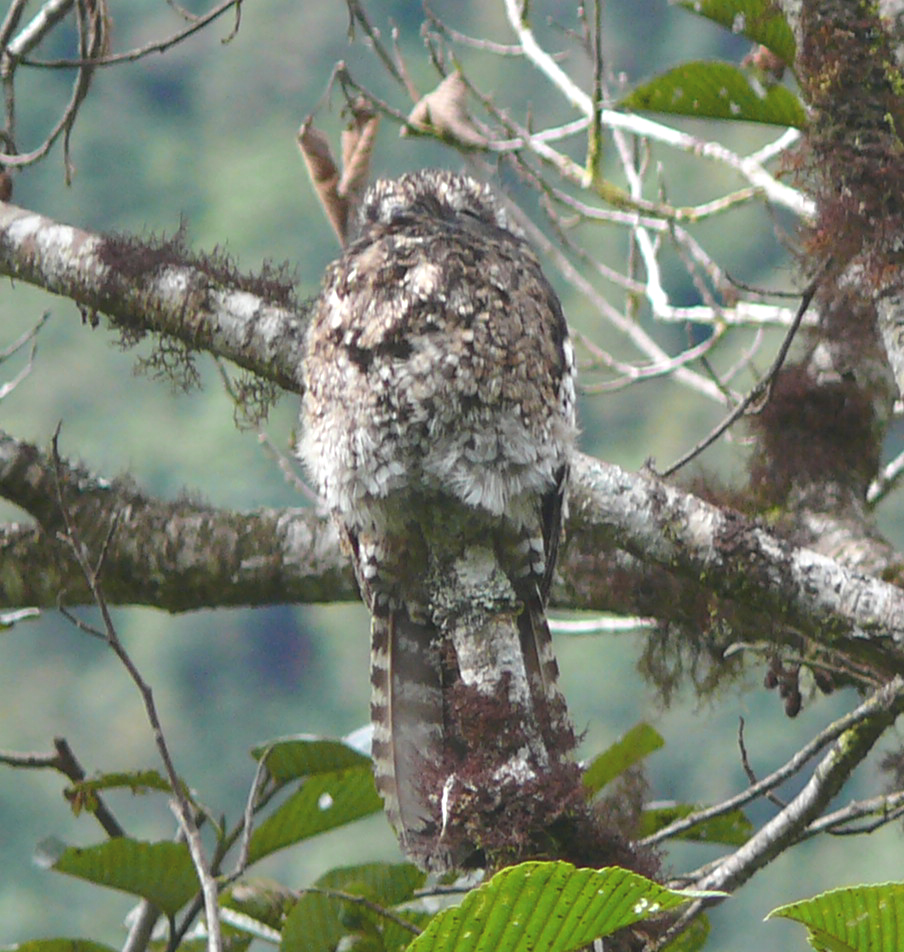
Getarnter Andentagschläfer während des Tages auf einem abgebrochenen Ast

Der Andentagschläfer gehört mit einer Größe von circa 34 bis 38 cm bei einem Gewicht von etwa 145 bis 195 g zu den größeren Vertretern der Gattung. Die Körperform wirkt insgesamt gedrungen, auffällig sind der lange Schwanz und der rundliche Kopf mit den großen, an eine nachtaktive Lebensweise angepassten Augen. Die Iris ist gelblich-orange gefärbt. Der Schnabel ist ausgesprochen breit und zum Ende hin spitz zulaufend. Die Männchen werden tendenziell etwas größer und schwerer als die Weibchen, anders als bei den meisten anderen Tagschläfer-Arten besteht auch bei der Färbung des Gefieders ein – wenn auch geringer – Geschlechtsdimorphismus. Dieses ist vorwiegend in Braun-, Grau- und Schwarz-Tönen gehalten und spielt eine wichtige Rolle für die Tarnung der Tiere während des Tages. An den Schultern findet sich beim Männchen ein charakteristischer weißer Fleck, der beim Weibchen dunkler ausfällt und teilweise ins Ockerfarbene übergehen kann.

### Verhalten und Ernährung
Wie alle Tagschläfer ist auch der Andentagschläfer ausschließlich nachtaktiv. Während des Tages ruhen die Vögel mehr oder weniger bewegungslos auf Ästen oder abgebrochenen Baumstümpfen, was in Verbindung mit ihrem Gefieder zu einer ausgezeichneten Tarnung führt. Diese Ruheorte können sich in sehr großer Höhe befinden und werden teils immer wieder über einen Zeitraum von mehreren Wochen aufgesucht. Während der Nacht warten die Tiere auf einer Sitzwarte auf vorbeikommende Beutetiere, auf die dann mit einer schnellen Bewegung herabgestoßen wird. Als Nahrung dienen Insekten wie fliegende Käfer oder Motten. In ihrem gesamten Verbreitungsgebiet gilt die Art als Standvogel.

### Fortpflanzung
Über den Beginn der Brutzeit ist nichts bekannt, grundsätzlich ist das Fortpflanzungsverhalten der Art bislang schlecht erforscht. Gesichert ist, dass das Weibchen vor der Begattung das Männchen mit kurzen Gesängen zu sich ruft. Das Nest und die Eier sind unbeschrieben, mit einiger Sicherheit kann jedoch davon ausgegangen werden, dass wie bei anderen Tagschläfern ein einzelnes Ei auf einem Baumstumpf oder in der Vertiefung eines Astes gelegt wird.

### Lautäußerungen
Der am häufigsten gehörte Gesang des Andentagschläfers wird als ein lautes, zum Ende hin abfallendes, raa-àa oder aah-aa beschrieben, das über einen Zeitraum von zwei bis drei Minuten alle paar Sekunden wiederholt wird. Einigen Forschern zufolge sollen die Laute dem Schreien eines Menschen ähneln. Dieser Gesang wird von regelmäßig wechselnden Sitzplätzen vorgetragen, die in einem Radius von etwa 700 m um den Ruheplatz der Vögel verteilt sein und sich jeweils in einem Abstand von 50 bis 75 m zueinander befinden können. Seltener – vor allem bei der Landung oder im Falle von Störungen – gehört werden langsamere, hohl klingende Lautäußerungen, die sich wie wok-wok-wok oder bu-bu-bu anhören sollen.

## Verbreitung und Gefährdung

Verbreitungsgebiet des Andentagschläfers

Der Andentagschläfer ist der einzige echte Hochlandbewohner unter den Tagschläfern, sein Verbreitungsgebiet beschränkt sich auf den Gebirgszug der Anden im Westen und Nordwesten des südamerikanischen Kontinents. Es erstreckt sich von Venezuela über Kolumbien, Ecuador und Peru bis nach Bolivien. Die Art wurde in Höhen von circa 1800 bis 2800 m nachgewiesen, wo sie feuchte, immergrüne Wolken- und Nebelwälder bewohnt. Im gesamten Verbreitungsgebiet gelten Sichtungen als eher selten, es kann jedoch nicht ausgeschlossen werden, dass die Vögel auf Grund ihrer Tarnung und der nachtaktiven Lebensweise häufig übersehen werden. Die IUCN stuft den Andentagschläfer mit Stand 2016 als „nicht gefährdet“ (least concern) ein, was vor allem auf das geografisch sehr große Verbreitungsgebiet zurückzuführen ist. Gleichzeitig stellt die Organisation jedoch auch einen allgemein abnehmenden Populationstrend fest.

## Systematik
Die Art gilt derzeit als monotypisch. Phylogenetische Untersuchungen sowie Protein-Analysen der beiden Arten deuten darauf hin, dass es sich beim Andentagschläfer und dem Weißflügel-Tagschläfer (Nyctibius leucopterus) mit hoher Sicherheit um Schwesterarten handeln dürfte. Auf Grund morphologischer und geografischer Unterschiede werden beide jedoch nicht als konspezifisch betrachtet.